# Peruanus serricornis
Peruanus serricornis är en skalbaggsart som beskrevs av Friedrich F. Tippmann 1960. Peruanus serricornis ingår i släktet Peruanus och familjen långhorningar. Inga underarter finns listade i Catalogue of Life.